# Franca Giansoldati
Franca Giansoldati (Casina, 16 agosto 1964) è una giornalista e scrittrice italiana.

## Biografia
Dopo le superiori a Castelnovo ne' Monti, si laurea in Storia contemporanea, all'Università di Bologna. Ancora studentessa diventa collaboratrice esterna prima della Gazzetta di Reggio e poi del Resto del Carlino. Nel 1991 vince una borsa di studio alla Adnkronos, a Roma dove rimane fino al 2000 poi con altri 5 giornalisti e Lucia Annunziata viene assunta per fondare una agenzia di stampa, l'APBiscom (poi diventata Apcom e ora TMNews).
Nel 2005 passa all'ANSA a dirigere il Servizio Vaticano. L'anno dopo si sposta a Il Messaggero, dove lavora tuttora.
Nel 2014 è stata la prima donna a intervistare il papa da più di un secolo, da quando nel 1892 Caroline Rémy - prima assoluta - interpellò Leone XIII sull'affare Dreyfus.

## Riconoscimenti
- 2013 Premio Ischia internazionale di giornalismo. Premio speciale per il migliore reportage sull'elezione di papa Francesco[3]
- 2014 Premio Arti e Mestieri - Matilde di Canossa
- 2016 Premio giornalistico Hrant Dink[4]
- 2019 Premio Valore Uomo[5]

## Opere
- Apocalisse. La profezia di Papa Wojtyla, con Marco Tosatti, Milano, Piemme, 2003, ISBN 978-88-38465987.
- Il demonio in Vaticano. I Legionari di Cristo e il caso Maciel, Milano, Piemme, 2014, ISBN 978-88-566-1987-4.
- La marcia senza ritorno. Il genocidio armeno, Roma, Salerno editore, 2015, ("L'altrosguardo", 3), ISBN 978-88-8402-976-8.
- L'alfabeto verde di Papa Francesco, Cinisello Balsamo, San Paolo, 2019, ISBN 978-88-922-1969-4.
- Custodi del creato. Salvare la Terra con la Laudato si', Cinisello Balsamo, San Paolo, 2021, ISBN 978-88-922-2691-3.
- "Agnus Dei, gli abusi sessuali del clero in Italia), con Lucetta Scaraffia e Anna Foa, Solferino, 2022
- "Senza Madre, storie di figli sottratti dallo Stato", con altre 9 colleghe giornaliste, Magi Edizioni, 2022
- "In buona fede: la religione nel XX secolo" con Gerard Muller, Solferino, 2023